# Irianomysz
Irianomysz (Coccymys) – rodzaj ssaków z podrodziny myszy (Murinae) w obrębie rodziny myszowatych (Muridae).

## Rozmieszczenie geograficzne
Rodzaj obejmuje gatunki występujące endemicznie na Nowej Gwinei.

## Morfologia
Długość ciała (bez ogona) 80–114 mm, długość ogona 122–171 mm, długość ucha 13–21 mm, długość tylnej stopy 23–28 mm; masa ciała 22–45,4 g.

## Systematyka
Rodzaj zdefiniował w 1990 roku angielsko-australijski zoolog James Ian Menzies w artykule zatytułowanym Rewizja systematyczna Pogonomelomys (Rodentia: Muridae) z Nowej Gwinei, opublikowanym w czasopiśmie Science in New Guinea. Gatunkiem typowym jest (oryginalne oznaczenie) irianomysz górska (C. ruemmleri).

### Etymologia
Coccymys: gr. κοκκος kokkos ‘nasienie’; μυς mus, μυος muos ‘mysz’.

### Podział systematyczny
Do rodzaju należą następujące gatunki:
| Grafika | Gatunek             | Autor i rok opisu       | Nazwa zwyczajowa   | Podgatunki         | Rozmieszczenie geograficzne | Podstawowe wymiary                              | Status IUCN |
| ------- | ------------------- | ----------------------- | ------------------ | ------------------ | --- | ----------------------------------------------- | ----------- |
|         | Coccymys ruemmleri  | (Tate & Archbold, 1941) | irianomysz górska  | gatunek monotypowy | Indonezja i Papua-Nowa Gwinea: wyżyny Nowej Gwinei (Góry Śnieżne i Arfak); zakres wysokości: 2200–4050 m n.p.m.                                    | DC: 9,3–11,4 cm DO: 12,2–17,1 cm MC: około 34 g | LC          |
|         | Coccymys shawmayeri | (Hinton, 1943)          | irianomysz stokowa | gatunek monotypowy | endemit Papui-Nowej Gwinei (od obszaru Telefomin na wschód do pasma górskiego Owen Stanley); zakres wysokości: 1590–3660 m n.p.m.                  | DC: 8,7–10,7 cm DO: 13,2–17 cm MC: 23–45 g      | LC          |
|         | Coccymys kirrhos    | (Musser & Lunde), 2009  | irianomysz żółta   | gatunek monotypowy | endemit Papui-Nowej Gwinei (wyżyny półwyspu Papuan (wraz z górami Dayman i Simpson w pasmie górskim Maneau)); zakres wysokości: 1490–2500 m n.p.m. | DC: 8–10,5 cm DO: 14,2–15,9 cm MC: 22–28 g      | DD          |

Kategorie IUCN:  LC  – gatunek najmniejszej troski,  DD  – gatunki o nieokreślonym stopniu zagrożenia.